# Kim Min-jung (strzelczyni)
Kim Min-jung (kor. 김민정; ur. 26 marca 1997 w Seulu) – południowokoreańska strzelczyni sportowa specjalizująca się w strzelaniu z pistoletu, wicemistrzyni olimpijska z Tokio, medalistka mistrzostw świata.

## Przebieg kariery
W 2014 roku startowała w konkurencjach strzeleckich przeznaczonych dla młodzieży, na mistrzostwach Azji rozegranych w Kuwejcie wywalczyła złoty medal w konkurencji pistolet 10 m, natomiast na rozegranych w Nankinie letnich igrzyskach olimpijskich młodzieży wywalczyła brąz w tej samej konkurencji. W 2015 debiutowała w zawodach Pucharu Świata, zmagania tej rangi w Gabali zakończyła na 36. pozycji w konkurencji strzelania z pistoletu z odległości 10 metrów oraz na 52. pozycji w konkurencji strzelania z pistoletu z odległości 25 metrów.
W 2016 roku wzięła udział w letnich igrzyskach olimpijskich w Rio de Janeiro. Reprezentowała ona Koreę Południową w konkurencji pistolet 10 m. Na igrzyskach uzyskała wynik 380 punktów, który uplasował ją na 18. pozycji.
W 2018 roku zadebiutowała na mistrzostwach świata seniorów. Brała udział w pięciu konkurencjach strzelania z pistoletu, medale wywalczyła drużynowo zarówno w konkurencji pistolet pneumatyczny 10 m, jak i w konkurencji pistolet sportowy 25 m. Koreanka zdobywała medale też na igrzyskach azjatyckich w Dżakarcie, strzelczyni wywalczyła srebro w konkurencji pistolet 10 m zarówno indywidualnie, jak i w mikście oraz brąz w konkurencji pistolet 25 m.
W 2019 roku wystartowała w letniej uniwersjadzie i na niej wywalczyła medale w konkurencji pistolet 10 m, srebrny drużynowo i brąz indywidualnie.
W 2021 roku ponownie reprezentowała swój kraj na letnich igrzyskach olimpijskich. W ramach olimpijskich zmagań w Tokio brała udział w konkurencji pistolet sportowy 25 m i wynik 584 + 38 pkt dał Koreance srebrny medal olimpijski.
W czasie strzeleckich mistrzostw globu w Kairze wystąpiła w konkurencjach strzelania z pistoletu pneumatycznego indywidualnie i w drużynie. Zajęła tam odpowiednio 21. i 10. miejsce.